# Robert Hütter
Robert Hütter (* 17. April 1877 in Mikulášovice, Österreich-Ungarn; † 7. Januar 1940 in Brtníky) war ein tschechoslowakischer Abgeordneter der deutschen Minderheit.

## Leben
Hütter, Sohn eines Kaufmanns, bestand 1896 sein Lehrerexamen und wurde Lehrer in Brtníky. Dort war sein Schwiegervater 32 Jahre lang Bürgermeister. Nach dem Tod des Schwiegervaters übernahm Hütter dessen Hof. 
Von 1908 bis 1913 war Hütter für die deutschradikale Partei Abgeordneter im Böhmischen Landtag. Im Ersten Weltkrieg war er während der gesamten Kriegsdauer als Soldat an der Isonzo-Front eingesetzt. Nach dem Krieg wurde Hütter 1920 ins Abgeordnetenhaus und 1925 im Wahlkreis Jung-Bunzlau-Böhmisch Leipa für die Deutsche Nationalpartei in den Senat gewählt. 1929 wurde er nicht wieder gewählt.